# Huang jia du chuan
Huang jia du chuan – hongkoński komediowy film akcji z 1990 roku w reżyserii Wellsona China. Seria została zapoczątkowana w 1988 roku.
Film zarobił 7 167 443 dolarów hongkońskich w Hongkongu.

## Obsada
Opracowano na podstawie: Filmweb

- Sibelle Hu – madam Wu
- Amy Yip – Susanna Yip
- Fung Woo – Wu
- Manfred Wong – Short Hood
- Barry Wong – król Gambling
- Shing Fui-On – Richard
- Sandra Ng – Amy
- Billy Lau – Nam
- Kara Hui – May
- Stanley Fung – Kan
- Michael Chow – kapitan
- Lung Chan – Bald Gambler